# Пакистан интернешнл ерлајнс лет 8303
Пакистан интернешнл ерлајнс лет 8303 био је редовни домаћи лет са аеродрома Алама Икбал у Лахору до аеродрома Џинах у Карачију, датума 22. маја 2020. године. Авион Ербас А320 срушио се на стамбену четврт Модел колонија у Карачију, неколико километара удаљеном од писте аеродрома Џинах. У авиону је било укупно 91 путник и 8 чланова посаде. Погинуло је 97 особа. док су 2 особе спашене из летелице.

## Жртве
Пакистан интернешнл ерлајнс објавио је детаље о лету 8303. Укупно је погинуо 91 путник (од којих су 51 мушкарци, 31 жене и 9 деца). Сви путници су били држављани Пакистана, док је међу погинулима и један Американац.
Велики број жртава су становници Карачија.